# Izraelsko-palestinské střety (srpen 2022)
Izraelsko-palestinský střet v srpnu 2022 (angl. Operation Breaking Dawn) byla série ozbrojených útoků mezi Izraelskými obrannými silami (IOS) a Palestinským islámským džihádem (PIJ). Střety započaly 5. srpna a ukončeny byly 7. srpna sjednaným příměřím. Důvodem pro začátek střetů byla izraelská policejní akce, při které byl na Západním břehu Jordánu zatčen jeden z vůdců PIJ. Během střetů IOS prováděly letecké údery proti cílům v Pásmu Gazy a PIJ ostřeloval izraelské území raketami. Do bojů se na straně PIJ zapojila Lidová fronta pro osvobození Palestiny (LFOP).

## Předehra
Dne 2. srpna 2022 zahájily IOS a Šin Bet společnou akci, při které byl v Dženínu zatčen vůdce PIJ pro oblast Beninu Bassam al-Saadí. Vedení PIJ následně pohrozilo útoky na izraelské území a zahájilo přípravy na tyto útoky. Izrael odpověděl omezením pohybu obyvatel v Pásmu Gazy, aktivací dalších baterií protiraketového systému Iron Dome a posílením obrněných jednotek v oblasti. Ve snaze zmírnit eskalující napětí zahájily Egypt a OSN diplomatická jednání s cílem vyvinout tlak na Hamás jako dominantní sílu v Pásmu Gazy, aby přiměl PIJ k deeskalaci konfliktu.
Dne 3. srpna Chálid al-Baš, šéf politbyra PIJ v Gaze prohlásil, že jeho organizace má plné právo zahájit ozbrojené útoky proti Izraeli. 5. srpna ráno navštívil dům zatčeného vůdce PIJ zvláštní zmocněnec OSN pro mírový proces na Blízkém východě Tor Wennesland. Ten poté vyzval všechny strany konfliktu, aby zabránily jeho eskalaci.

## Časová osa konfliktu

### 5. srpen
Samotný konflikt započal odpoledne 5. srpna izraelským leteckým útokem na Pásmo Gazy, na dům jednoho z vůdců PIJ Tajsíra Džabarího. Poté následovaly další letecké útoky, při kterých byli zabiti zpravodajský velitel PIJ Nimr Abú Amša a jeden z velitelů PIJ Abdulláh Kadum. Během útoků zahynulo celkem 11 civilistů, mezi nimiž byla i pětiletá Kadumova dcera. Během další hodiny provedlo izraelské letectvo útoky v Gaze a Chán Júnis. Při nich byly napadeny některé výškové budovy, které Izrael označil za sídla ozbrojenců PIJ. Napadány byly i skupiny palestinských ozbrojenců přepravujících se na odpaliště raket. Navečer pak zahájilo izraelské dělostřelectvo palbu na pozice PIJ.
Ve 20:56 zahájilo PIJ jako odpověď na izraelské letecké a dělostřelecké útoky raketové ostřelování izraelského území. Napadeny byly oblasti v sousedství severní části Pásma Gazy včetně Rišon le-Cijon a Bat Jam. Ve 22:30 PIJ odpálil rakety směrem na Aškelon. Proti Izraeli bylo odpáleno celkem 160 raket, z nichž 130 se dostalo na území Izraele. Jako reakci na toto ostřelování zaútočil Izrael na odpaliště raket a skladiště zbraní.

### 6. srpen

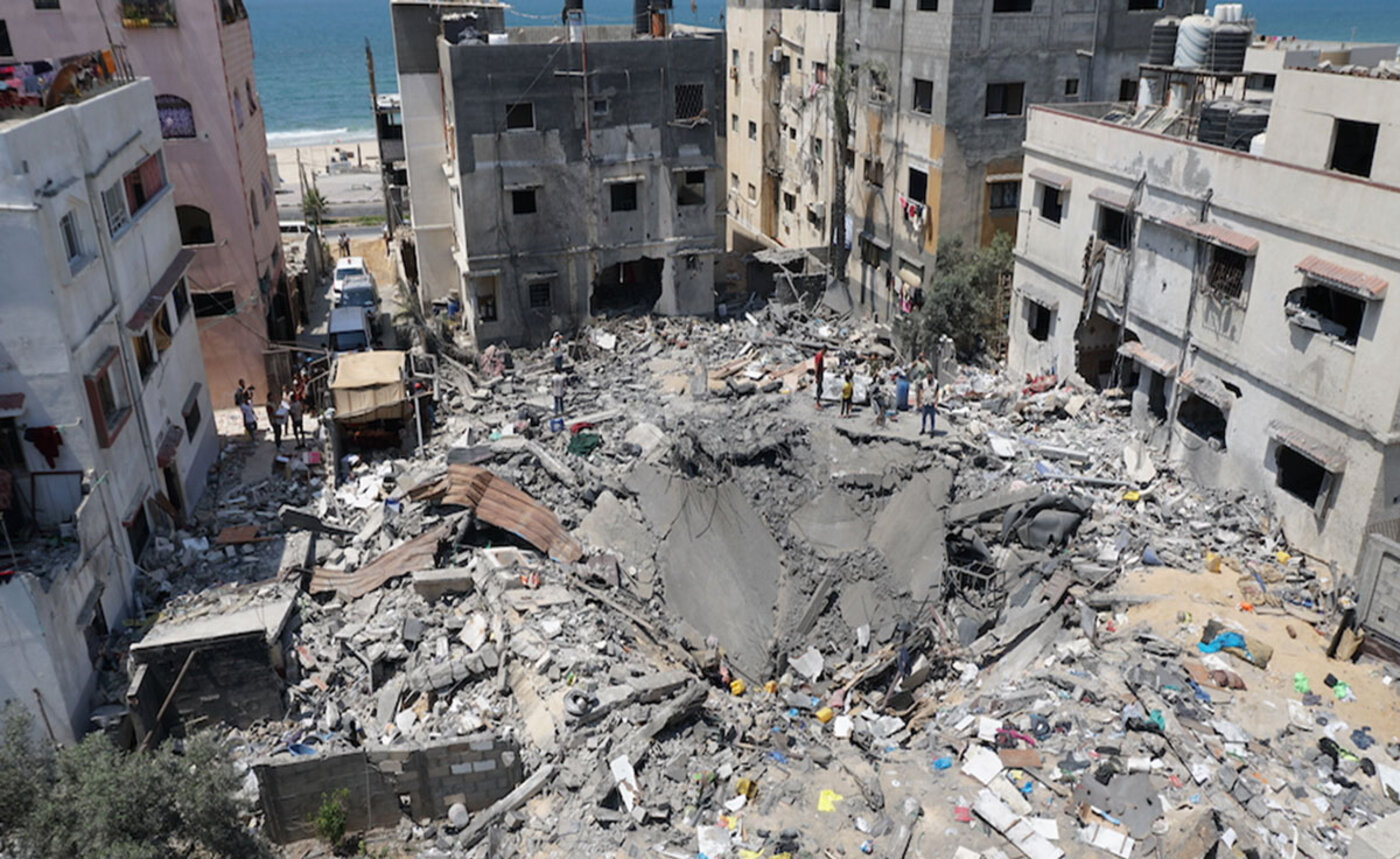
Trosky domu v Pásmu Gazy po izraelském náletu (srpen 2022)

PIJ během rána zahájil raketové a minometné útoky na Sderot, Aškelon a další izraelské osady. Další raketový útok přišel kolem poledne na Netivot. Ve 14:00 se pod raketovou palbou opět ocitly Aškelon a Sderot. Během těchto útoků bylo na izraelské straně několik lidí zraněno.
V odpoledních hodinách zaútočily izraelské vrtulníky v kombinaci s tankovými jednotkami a speciálními jednotkami na cíle v Pásmu Gazy. Mezi tyto cíle patřily muniční sklady v Chan Junis a Gaze či objekty využívané jako výcviková střediska PIJ.
V 18:00 zahájil PIJ další raketové útoky. Ty byly vedeny proti Tel Avivu, Aškelonu a Guš Danu, další útoky během večera byly postupně vedeny proti Sderotu, Netivotu, Ašdodu a znovu Aškelonu. Po 22 hodině se cíli raketových útoků staly oblasti Lachiš a izraelská jižní pobřežní nížina.
Ve 21:45 zaútočily izraelské stíhačky na Rafah. Při útoku byli zabiti velitel PIJ pro jih Pásma Gazy, Ahmed al-Mandalala, jeho zástupce a další velitelé jako Ziad al-Madall a Chatáb Amazzi.

### 7. srpen
Během časného rána provedly izraelské bezpečnostní složky zatýkací akci, během níž zatkly na Západním břehu 20 osob, z toho 19 příslušníků PIJ včetně šejka Nassera Amora. Ve svém prohlášení PIJ potvrdil smrt Chálida Mansúra, velitele PIJ jižní oblasti Pásma Gazy.

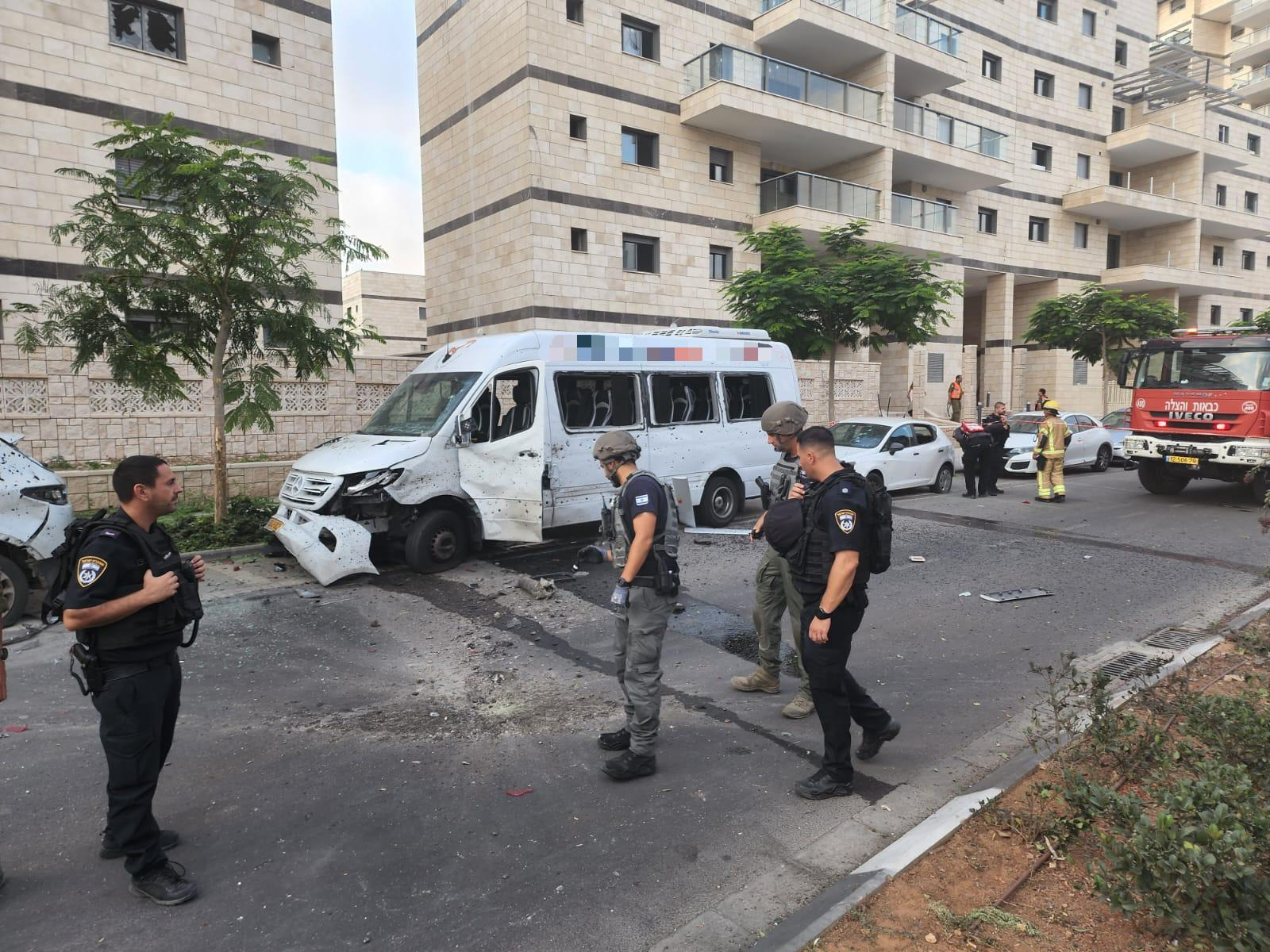
Místo zásahu palestinskou raketou v Aškelonu (6. srpen 2022)

Během rána zaútočilo izraelské letectvo na jihu Pásma Gazy na tunel. PIJ zahájila palbu po 8 hodině raní vypuštěním dvou raket. Další útoky byly vedeny Sderotu a Eškolu. Během poledne zahájili Palestinci palbu proti Aškelonu a území v okolí Pásma Gazy. Další raketové útoky PIJ pokračovaly celé odpoledne. Izraelské letectvo podniklo řadu útoků proti palestinským odpalištím raket.
V 19:40 zahájil PIJ další raketové útoky proti Aškelonu, Ašdodu, Tel Avivu a dalším izraelským městům. Ve 20:00 mělo podle oznámení vstoupit v platnost příměří dojednané Egyptem. Po 20 hodině pokračoval PIJ v raketových útocích proti Aškelonu, kde byla zasažena továrna a zraněna jedna osoba. Po 21 hodině obě bojující strany oznámily, že přijaly dojednané příměří, které začne platit ve 23:30. Ve 23:15 odpálil PIJ rakety na Ber Ševu. Izraelské letectvo krátce před zahájením příměří zaútočilo na jednotky PIJ odpalující rakety, ale i na vojenské tábory, velitelství a sklady munice PIJ.
Ve 23:30 vstoupilo v platnost příměří, přičemž raketová palba PIJ proti Ber Ševě a okolí Pásma Gazy pokračovala do 23:50, na což IOS odpověděly dalšími útoky.

## Diplomatická jednání
K prvním pokususům o deeskalizaci počínajícího konfliktu došlo již 2. a 3. srpna. Roli prostředníka přijal Egypt společně s Katarem. První kolo jednání egyptské strany s představiteli PIJ došlo 6. srpna. Příměří dojednané na 21:00 (či 22:00) ani jedna ze stran oficiálně nepřijala.

## Ztráty
Na izralské straně bylo zraněno 13 osob.
V důsledku bojů bylo celkem zabito 49 Palestinců, z toho 16 dětí a 4 ženy. V důsledku izraelských úderů zahynulo 30 Palestinců, z toho 17 civilistů včetně 4 dětí a 4 žen. Nehody při startech raket odpalovaných PIJ si vyžádaly životy 14 palestinských civilistů včetně 7 dětí. Podle tvrzení PIJ zahynulo během bojů 12 jejich příslušníků, včetně vyšších velitelů. Podle palestinských zdrojů bylo během bojů 44 Palestinců zabito, z toho 15 dětí a 4 ženy a více než 300 osob bylo zraněno.
K největšímu případu zabití dětí během bojů došlo v sobotu večer v uprchlickém táboře Jabalia na severu Pásma Gazy, kde zahynuly 4 děti. Palestinské zdroje původně z jejich smrti obvinily Izrael. IOS ale vinu popřely s tím, že v danou chvíli nepodnikaly žádný útok a naopak obvinily PIJ, že ke smrti dětí došlo vinou pádu odpálené palestinské rakety. Své tvrzení opřely o videozáznamy. Palestinští svědci uvedli, že viděli nepodařené starty raket odpalovaných PIJ.

## Hodnocení
Během operace Islámský džihád odpálil proti Izraeli přibližně 1175 raket, z nichž přibližně 185 dopadlo a explodovalo na území Pásma Gazy a zbylé dosáhly území Izraele. Z nich 380 bylo sestřeleno protiraketovým systémem Iron Dome.
Podle izraelské strany se podařilo citelně zasáhnout PIJ a vrátit ho o deset let zpátky. Vítězství si nárokuje i Palestinský islámský džihád.
To, že se do bojů nezapojil vládnoucí Hamás, ani Hizballáh z Libanonu znamená, že boje nedosáhly mnohem větší intenzity. Hamás deklaroval jednotu palestinských odbojových skupin, ale podle vlastního vyjádření má své důvody, proč se do bojů nezapojil.

## Externí zdroje
V tomto článku byl použit překlad textu z článku מבצע עלות השחר‎ na hebrejské Wikipedii.
- Izraelsko-palestinský konflikt na BBC.com
- Izraelsko-palestinský konflikt na idnes.cz
- Operace Breaking Dawn na jpost.com